# بيوي تاين دونغ
بيوي تاين دونغ (بالفيتنامية: Bùi Tiến Dũng) هو لاعب كرة قدم فيتنامي في مركز قلب الدفاع، ولد في 2 أكتوبر 1995 في محافظة ها تنه في فيتنام. شارك مع منتخب فيتنام تحت 20 سنة لكرة القدم ومنتخب فيتنام تحت 23 سنة لكرة القدم. أما مع النوادي، فقد لعب مع نادي هوانغ آنه جيا لاي.

## وصلات خارجية
- بيوي تاين دونغ على موقع قاعدة بيانات كرة القدم.إي يو (الإنجليزية)
- بيوي تاين دونغ على موقع ناشيونال فوتبول تيمز (الإنجليزية)
- بيوي تاين دونغ على موقع Soccerway.com (الإنجليزية)